# آلهة شمسية
عبادة الشمس هو عبارة عن إله يتجسد بالشمس أو بجانبٍ من جوانبها. وعادةً ما يرتبط بالقوة والسلطة. ويمكن العثور على آلهة الشمس أو عبادة الشمس بأشكالٍ مختلفة في معظم التاريخ المسجل. يُشار إلى الشمس أحيانًا باسمها اللاتيني Sol أو باسمها اليوناني Helios. وتشتق الكلمة الإنجليزية sun من كلمة *sunnǭ الجرمانية البدائية.

## لمحة
تنسب المعتقدات المصرية ما قبل التاريخية صفة إله الشمس إلى أتوم وصفة إله السماء والشمس إلى حورس. ومع اكتساب الحكم الثيوقراطي نفوذًا في المملكة القديمة، اندمجت المعتقدات المبكرة ضمن المعتقدات الشعبية الآخذة في ازدياد فيما يتعلق برع وأساطير أوزيريس-حورس. فبات أتوم رع-أتوم، أي أشعة الشمس الغاربة. وأصبح أوزيريس الوريث الإلهي لقوة أتوم على الأرض ونقل سلطته الإلهية إلى ابنه حورس. تشير الأساطير المصرية المبكرة الأخرى إلى أن الشمس اندمجت مع اللبؤة سخمت في الليل وانعكست في عينيها؛ أو إلى أن الشمس موجودة داخل البقرة حتحور في أثناء الليل، وتولد من جديد في كل صباح على هيئة (ثور).
لعبت عبادة الشمش أو الشماش في بلاد الرافدين دورًا مهمًا خلال العصر البرونزي، واستُخدمت في النهاية عبارة «شمسي» لمخاطبة أفراد العائلة المالكة. وتتمتع ثقافات أمريكا الجنوبية على نحوٍ مماثل، بتقليد عبادة الشمس كما هو الحال مع شعب إنتي الإنكا.
في الأساطير الجرمانية، الإله الشمسي هو سول؛ وفي الفيدية، سوريا؛ وفي اليونانية، هيليوس (يُشار إليه أحيانًا باسم تيتان) و(أحيانًا) أبولو. وتبدو الشمس في الأساطير الهندية الأوروبية البدائية كأنها شخصية متعددة الطبقات تتجلى كإله، ويُنظر إليها أيضًا على أنها عين الأب السماوي ديوس.

### الأسطورة الشمسية
أثرت ثلاث نظريات تأثيرًا كبيرًا في الأساطير خلال القرن التاسع عشر وأوائل القرن العشرين. وتلك النظريات هي «الأساطير الشمسية» لآلفين بويد كون وماكس مولر، وعبادة الأشجار «بتولا» لمانهاردت، والطوطم لجون فيرغوسون مكلينان.
وُلِدت «الأساطير الشمسية» التي وضعها مولر من دراسة اللغات الهندية الأوروبية. إذ اعتقد مولر أن اللغة السنسكريتية القديمة هي الأقرب إلى اللغة التي يتحدث بها الآريون من بين تلك اللغات جميعها. فاستخدم أسماء الآلهة السنسكريتية كأساس، وطبّق قانون غريم على أسماء الآلهة المماثلة من مجموعات هندو أوروبية مختلفة، لمقارنة علاقاتها اللغوية مع بعضها بعض. ورأى مولر في تلك المقارنة أوجه التشابه بين الأسماء واستخدم هذه التشابهات اللغوية لشرح الأوجه بين أدوارها كآلهة. واستنتج مولر من خلال الدراسة أن وجود عديد من الأسماء المختلفة للشمس أدى إلى خلق آلهة شمسية متعددة وأساطير متعلقة بها انتقلت من مجموعة إلى أخرى.
انتقد ريتشارد فريدريك ليتلديل نظرية أسطورة الشمس، مشيرًا إلى أنه وفقًا لمبادئه الخاصة، كان ماكس مولر نفسه مجرد أسطورة شمسية. وجّه ألفريد ليال هجومًا آخر على افتراض النظرية ذاتها بأن آلهة القبائل وأبطالها، مثل آلهة هوميروس، كانوا مجرد انعكاسات لأسطورة الشمس من خلال إثبات أن آلهة بعض عشائر راغبوت كانوا محاربين حقيقيين أسسوا العشائر قبل بضعة قرون، وكانوا أسلاف الزعماء الحاليين.

### المراكب الشمسية والعربات

#### المراكب الشمسية
كان من المُتخيَّل أحيانًا أن الشمس تسافر عبر السماء في قارب. ومن الأمثلة البارزة على ذلك، المركب الشمسي الذي استخدمه رع في الأساطير المصرية القديمة. وقد وُجِد مفهوم العصر الحجري الحديث لـ «الزورق الشمسي» (يُشار إليه أيضًا باسم «المركب الشمسي» و«القارب الشمسي» و«قارب الشمس»، وهو تمثيل أسطوري للشمس وهي تركب قاربًا) في الأساطير اللاحقة لمصر القديمة، مع رع وحورس. دُفن عديد من الملوك المصريين مع سفنٍ ربما كانت ترمز إلى القارب الشمسي، بما في ذلك سفينة خوفو التي دُفنت عند سفح الهرم الأكبر بالجيزة.
تظهر القوارب الشمسية والمراكب المماثلة أيضًا في الأساطير الهندو أوروبية، مثل «سفينة المائة مجذاف» لسوريا في ريجفيدا، والقارب الذهبي لساولي في أساطير البلطيق، والوعاء الذهبي لهيليوس في الأساطير اليونانية. وثمة عديد من التصورات للقوارب الشمسية المعروفة من العصر البرونزي في أوروبا. وكُشف أيضًا عن صور قوارب شمسية محتملة في النقوش الصخرية تعود إلى العصر الحجري الحديث من ثقافة العصر الحجري الضخم في أوروبا الغربية، وفي النقوش الصخرية منذ العصر الحجري المتوسط من شمال أوروبا.
تتضمن أمثلة المراكب الشمسية ما يلي:
- نقوش صخرية من العصر الحجري الحديث تُفسّر على أنها زوارق شمسية.
- صُوّر عديد من الآلهة المصرية القديمة التي كانت تُعد آلهة للشمس، والآلهة اللاحقة رع وحورس، وهي تركب زورقًا شمسيًا. وفي الأساطير المصرية عن الحياة الآخرة، يركب رع في قناة مائية تحت الأرض من الغرب إلى الشرق في كل ليلة حتى يتمكن من النهوض في الشرق صباح اليوم التالي.
- قرص نيبرا السماوي، نحو 1600-1800 قبل الميلاد، مرتبط بحضارة أونيتيتسكا، ويُعتقد أنه يُظهر تصويرًا لقارب شمسي ذهبي.
- الهلالات الذهبية المرتبطة بحضارة القدور الجرسية، نحو 2000-2400 قبل الميلاد، يُعتقد أنها تمثل قوارب شمسية.[13]
- غالبًا ما تحتوي النقوش الصخرية التي تعود إلى العصر البرونزي الشمالي، بما في ذلك تلك التي عُثر عليها في تانومشيدي، على شخاتير وصلبان للشمس في مجموعات مختلفة. كما تظهر صور القارب الشمسي على شفرات حلاقة برونزية من تلك الفترة.
- قوارب ذهبية مُصغّرة من نورس في الدنمارك، يعود تاريخها إلى العصر البرونزي الشمالي.[14]
- وعاء كايرجورلي من ويلز، يعود تاريخه إلى العصر البرونزي البريطاني، نحو عام 1300 قبل الميلاد.[15]
- زخارف قوارب شمسية مصورة على القطع الأثرية البرونزية من حضارة أورنفيلد والحضارة اللوساتية، نحو 500-1300 قبل الميلاد.
- تصوير القوارب الشمسية على القطع الأثرية السلتية من العصر الحديدي، مثل تاج بتري من أيرلندا (القرن الأول الميلادي)، والزخارف على عربة قبر فيكس من فرنسا (500 قبل الميلاد).[16][17][17]

#### العربات الشمسية
إن مفهوم «العربة الشمسية» أحدث زمنًا من مفهوم المركب الشمسي وهو مفهوم هندو-أوروبي بشكل عام، ويتوافق مع التوسع الهندو-أوروبي بعد اختراع العربة في الألفية الثانية قبل الميلاد. تتميز إعادة بناء الديانة الهندو-أوروبية- البدائية بـ «عربة شمسية» أو «عربة شمس» تعبر بها الشمس فضاء السماء.
أُدخلت العربات إلى مصر في فترة الهكسوس «فترة مصر الانتقالية الثانية»، وعُدّت كمركبات شمسية مرتبطة بإله الشمس في فترة المملكة المصرية الحديثة. ثُبّت نموذج قارب شمسي ذهبي من مقبرة الملكة آعح حتب، يعود تاريخه إلى بداية المملكة الحديثة (نحو 1550 قبل الميلاد)، على عجلات عربة بأربعة أضلاع. وقد لوحظت أوجه تشابه مع عربة الشمس تروندهولم من الدنمارك التي يرجع تاريخها إلى نحو 1400-1500 قبل الميلاد والتي ثُبتت أيضًا على عجلات بأربعة أضلاع.
تتضمن أمثلة العربات الشمسية ما يلي:
- في الأساطير الإسكندنافية، عربة الإلهة سول التي رسمها أرفاك وألسفيد. ويعود تاريخ عربة الشمس في تروندهولم إلى العصر البرونزي الشمالي، أي قبل نحو 2500 عام من الشهادات المكتوبة عن الأسطورة الإسكندنافية، ولكنها غالبًا ما ترتبط بها.[19]
- اليوناني هيليوس (أو أبولو) يركب ضمن عربة.
- الإله سول إنفكتوس يركب عربة بأربعة خيول مرسومة على ظهر عملة رومانية قديمة.
- سوريا الهندوسي يركب عربة تجرها سبعة خيول.

ترتبط عربة الشمس بمرور الوقت في الثقافة الصينية. على سبيل المثال، في قصيدة «معاناةٌ من قِصَر الأيام»، كان الشاعر لي-هي من أسرة تانغ عدائيًا وعنيفًا تجاه التنانين الأسطورية التي جرّت عربة الشمس في إشارة إلى التقدم المستمر للوقت. فيما يلي مقتطف من القصيدة:
سأقطع أقدام التنين، وأمضغ لحمه،

فلا يعود بإمكانه الرجوع صباحًا ولا الاستلقاء ليلًا.

## مصر القديمة

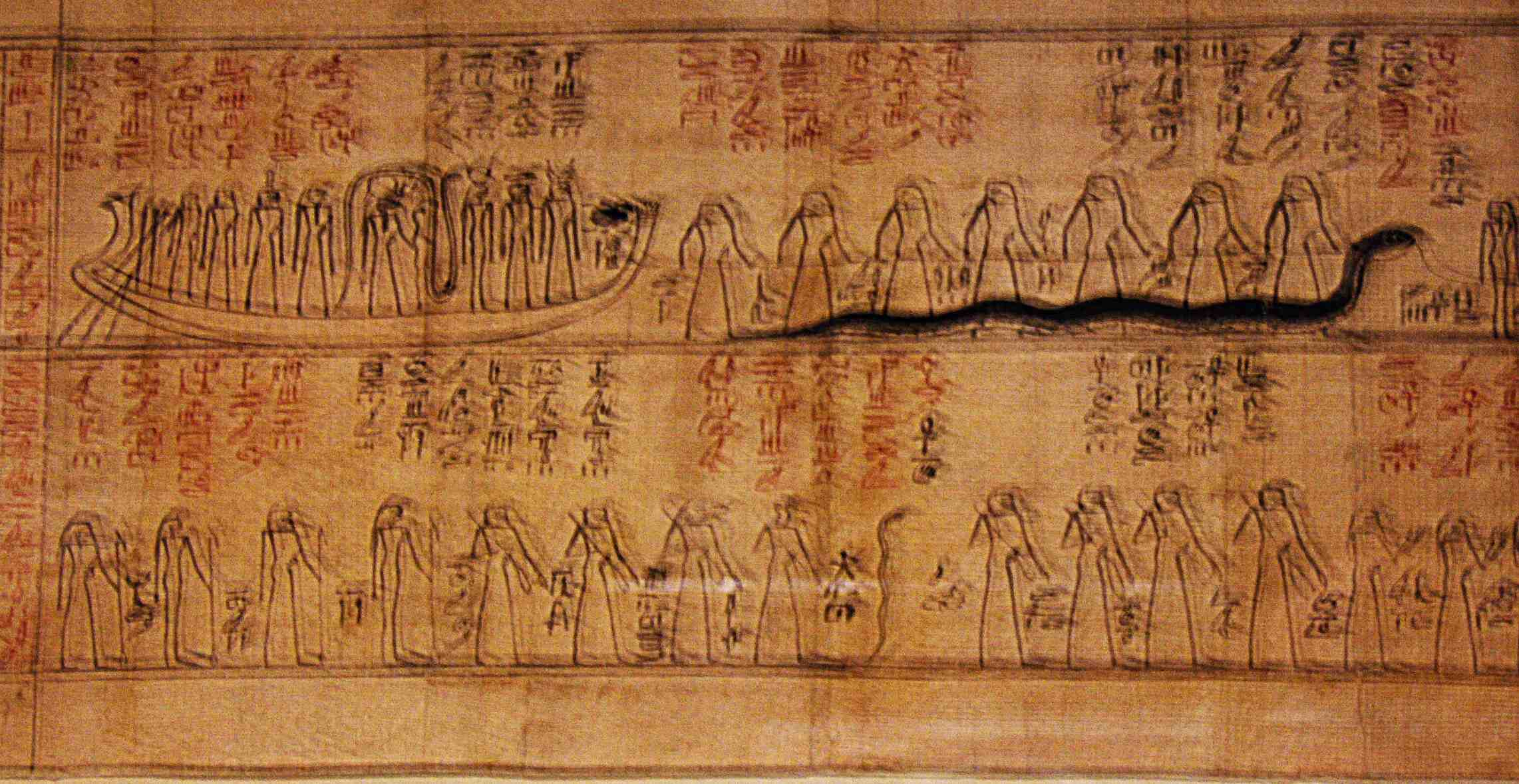
رحلة رع كل ليلة خلال العالم التحتي "دوات" وكفاحه ضد قوى الفوضى هناك لتظهر الشمس في الصباح من جديد على العالم. رع راكب مركب الشمس والأفعى أفوبيس تهرب منه

كانت عبادة الشمس سائدة في مصر القديمة وقد كان رع يمثل إله الشمس الرئيسي لدى المصريين القدماء.
هذه الأسطورة تشرح كفاح رع كل ليلة ضد قوى الفوضى والشر الممثلة في أفعى كبيرة تسمى أبوفيس حتى تستطيع الشمس (رع) الظهور في الصباح التالي في أعالي السماء.
ويعتبر رع إله الشمس، وعندما تختفي الشمس كل مساء يغير الإله رع طريقة اتقاله ويركب مركبا مقدسا يعبر به النيل تحت الأرض. ويعبر رع خلال تلك الرحلة 12 بوابة تمثل 12 ساعة هي عدد ساعات الليل (من 5 مساء وحتى الخامسة صباحا) في العالم التحتي، ويسمى هذا العام دوات ، وهو يقاوم قوى الفوضى والأخطار التي تقابل مركبه الشمسي. ويقوم الإله ست بمساعدته خلال تلك الرحلة حيث يقف على مقدمة المركب ويهدد الأفعى أفوبيس برمحه حتى لا تقترب. وبعد تلك الرحلة كل ليلة في العالم التحتي يعود رع إلى الظهور من جديد ويلقي بأشعته التي تمنح الحياة على البشر على سطح الأرض. هذا البعث لرع الممثل في ظهور الشمس كل صباح اعتبره المصري القديم كبعث للإنسان وعلامة على أنتصار الإله رع على قوي الفوضى خلال رحلته الليلية.